# Siganus insomnis
Siganus insomnis là một loài cá biển thuộc chi Cá dìa trong họ Cá dìa. Loài cá này được mô tả lần đầu tiên vào năm 2014.

## Từ nguyên
Trong tiếng Latinh, từ insomnis có nghĩa là "không ngủ", ám chỉ việc hoạt động về đêm của loài cá này.

## Phạm vi phân bố và môi trường sống
S. insomnis có phạm vi phân bố ở vùng biển Ấn Độ Dương. Loài cá này hiện chỉ được tìm thấy ở vùng biển ngoài khơi phía nam Ấn Độ, Sri Lanka và Maldives. Các mẫu vật của S. insomnis được thu thập gần các rạn san hô, đá ngầm hoặc trong các thảm cỏ biển ở độ sâu khoảng 5 m.

## Mô tả
Chiều dài cơ thể tối đa được ghi nhận ở S. insomnis là 35 cm. Cơ thể có màu xanh lam; bụng màu trắng bạc. Hai bên thân có các dải sọc ngang màu vàng đồng. Các dải này có thể đứt quãng thành các vệt đốm (như ở phần đầu); các đốm này có thể lan rộng đến cuống đuôi và băng qua vây đuôi. Đôi khi có một hoặc hai dãy đốm cùng màu ở vùng tiếp giáp với gốc vây lưng. Gai vây lưng và vây hậu môn màu vàng đồng; các tia mềm có màu lam nhạt; màng vây lưng màu lam đậm, thường có đốm màu đồng ở gốc mỗi tia; màng vây hậu môn màu đồng. Tia vây ngực màu lam nhạt, màng vây trong suốt. Vây bụng có gai màu bạc. Rìa của vây lưng, vây hậu môn, và đặc biệt là vây đuôi có màu đồng.
Số gai ở vây lưng: 13; Số tia vây ở vây lưng: 10; Số gai ở vây hậu môn: 7; Số tia vây ở vây hậu môn: 9; Số tia vây ở vây ngực: 16; Số gai ở vây bụng: 1; Số tia vây ở vây bụng: 5.